# Kodeks 0300
Kodeks 0300 (Gregory-Aland no. 0300) – grecki kodeks uncjalny Nowego Testamentu na pergaminie, datowany metodą paleograficzną na VI lub VII wiek. Rękopis jest przechowywany w Kairze. Tekst rękopisu jest wykorzystywany w niektórych współczesnych wydaniach greckiego Nowego Testamentu. 

## Opis
Zachował się fragment 1 pergaminowej karty rękopisu, z greckim tekstem Ewangelii Mateusza (20,2-17). Według rekonstrukcji karta kodeksu miała rozmiar 16 na 13 cm. Tekst jest pisany dwoma kolumnami na stronę, 25 linijek (prawdopodobnie) tekstu na stron. 

## Historia
Rękopis powstał prawdopodobnie w Egipcie. INTF datuje rękopis 0300 na VI lub VII wiek . 
Fragment nie jest cytowany w wydaniach greckiego Nowego Testamentu Nestle-Alanda (NA27, NA28). Jest cytowany w czwartym wydaniu Zjednoczonych Towarzystw Biblijnych (UBS4). 
Rękopis jest przechowywany w Muzeum Koptyjskim (3525) w Kairze . 